# KSAT
KSAT（Kagoshima Satellite、かごしまサテライト）は鹿児島大学と地元企業が開発した超小型人工衛星。2010年5月21日に、あかつきの相乗り衛星としてH-IIAロケットにより打ち上げられた。愛称は「ハヤト」。

## 機体
1辺約10cmのキューブ型で、重さは約1.4kg。4面に太陽電池パネルを備え、大気中の水蒸気分布を観測する機器や地球撮影用のカメラを搭載している。製作費用は約1000万円。

## 打ち上げと運用
金星探査機「あかつき」の相乗り衛星としてKSATを載せたH-IIAロケット17号機は当初、2010年5月18日6時44分14秒（JST）に打ち上げを予定していたが、天候不順のため延期され、3日後の21日6時58分22秒（JST）に打ち上げられた。打ち上げは成功し、KSATの愛称「ハヤト」が決定した。
打ち上げ直後に「交信に成功した」と発表されたが、その後の分析で「受信したのがハヤトの信号とは断定できない」と修正。5月26日に開催された宇宙開発委員会では、ハヤトと同時に打ち上げられた副衛星「UNITEC-1」、「WASEDA-SAT2」と共に行方不明として報告された。
その後もアンテナの調整作業などが続き、12日後の6月1日に鹿児島大学理学部の地上管制局での観測において、初の受信に成功した。
その後は大気中の水蒸気分布を観測し、集中豪雨や竜巻発生の予測研究に役立てる予定となっていた。しかし観測開始が予定されていた6月8日当日になって再び音信不通となった。そのまま行方不明の状態が長く続いたことで空気抵抗による軌道の変化を推定することが困難になり、コマンドの送信が難しくなった。1か月後の7月8日にはNORADも追跡情報の公開を終了し、やむなくミッションの断念が発表された。その後も過去の軌道情報を元に独自に軌道が計算され、10日朝まで交信は試みられた。大気圏再突入による消滅は14日と見込まれている。